# Matthew Yates
Matthew Yates (Reino Unido, 4 de febrero de 1969) es una atleta británico retirado especializado en la prueba de 1500 m, en la que consiguió ser campeón europeo en pista cubierta en 1992.

## Carrera deportiva
En el Campeonato Europeo de Atletismo en Pista Cubierta de 1992 ganó la medalla de oro en los 1500 metros, con un tiempo de 3:42.32 segundos, por delante de Sergey Melnikov  del Equipo Unificado, y del croata Branko Zorko  (bronce).